# フランソワ・パンネマーケル
フランソワ・パンネマーケル (仏：François Pannemaker、1822年7月30日 - 1900年2月9日）は、ベルギーの版画家。ブリュッセルで生まれ、主にフランスで活躍した。

## 経歴
フランソワ・パンネマーケル (本名：Adolphe-François Pannemaker) はネーデルラント連合王国で御者の息子として生まれ、1836年にブリュッセルの王立版画学校に入学した。そこで彼はイギリス出身のヘンリー（1816-1870）とウィリアム（1814-1877）のブラウン兄弟から教えを受ける。
彼は1839年にシルヴィオ・ペッリコの著書『我が牢獄』のためにジョセフ・クーマンスの原画をもとに2点の版画を製作したのち、ポール・ルーテル、シャルル・ボーニエ、ジャン＝バティスト・マドウなどのベルギーのイラストレーターの作品を多く版画化した。彼は1840年から1845年にかけて『ベルギー史』の制作に携わり、その間の1843年にはパリに行き、版画の修行を終えた。翌年には印刷業者の娘であるアタリー・ダワンと結婚、夫婦でブリュッセルに戻り、1847年には息子のステファーヌが生まれる。ステファーヌはのちに父親の一番弟子となり、版画家として活動している。

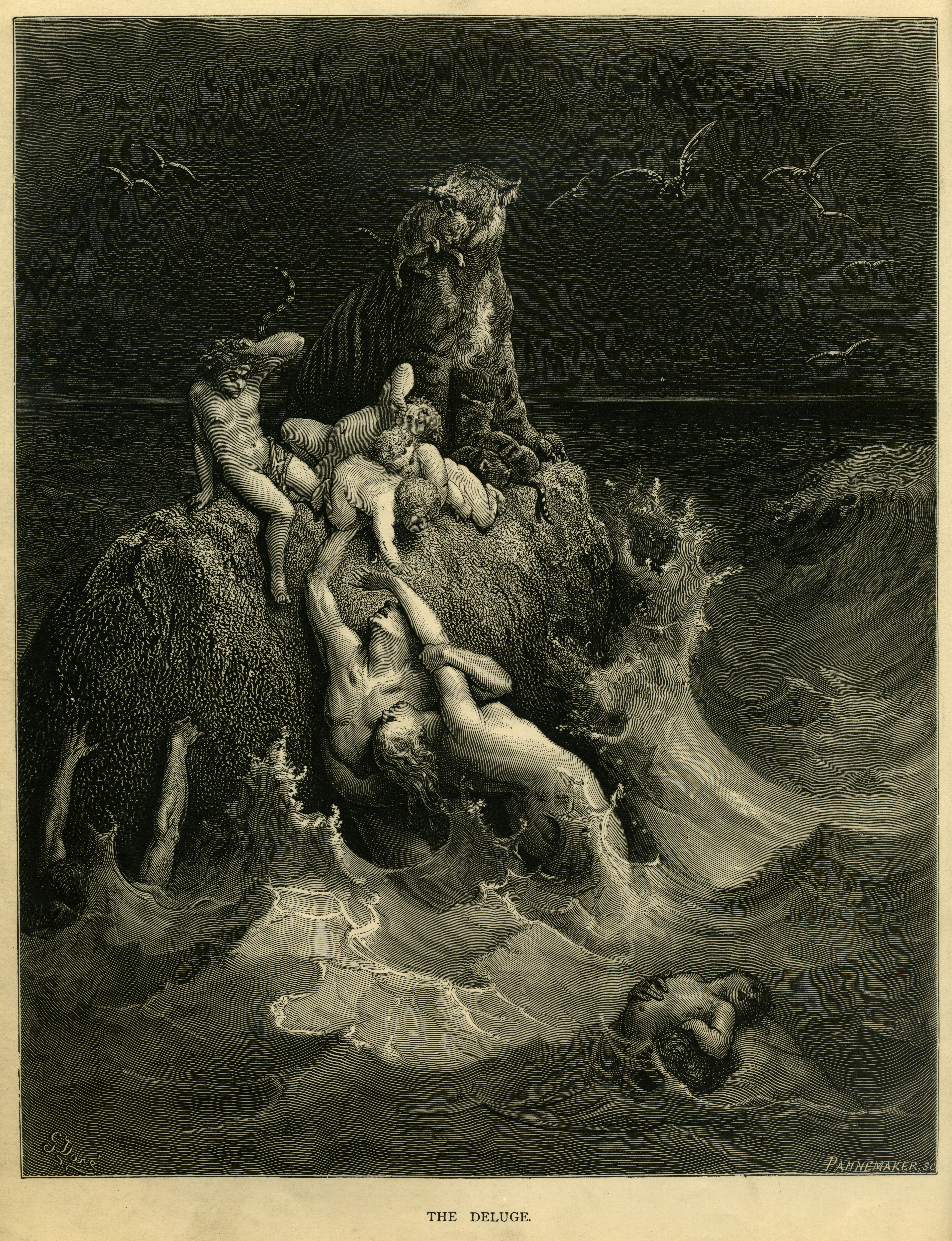
旧約聖書『大洪水』ドレ画 (1866年)

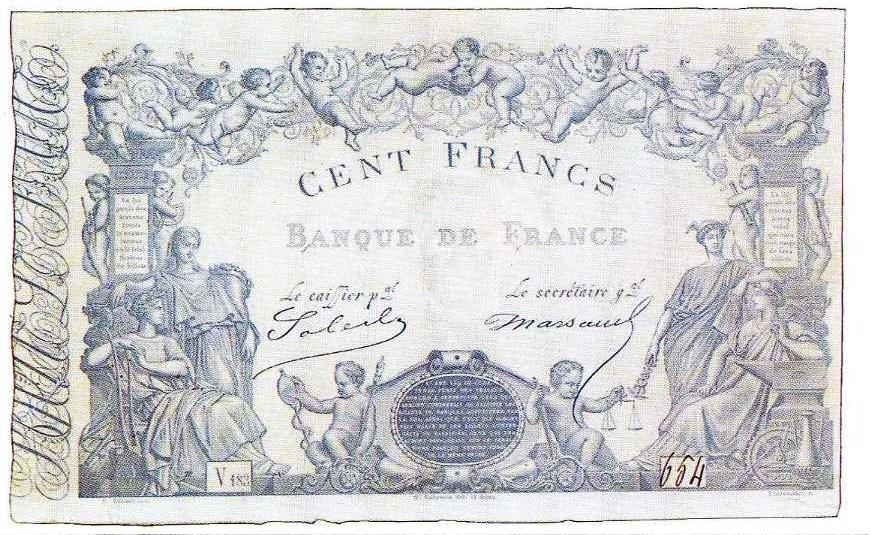
100ブルー・フラン紙幣 (1863年)

1855年、家族でパリに移住。彼はギュスターヴ・ドレの絵画を多く版画化したほか、エルクマン＝シャトリアンやジュール・ヴェルヌの小説の挿絵の版画を手がけた。1863年には、100ブルー・フランなどのいくつかのフランス紙幣の図版を手がけ、1869年には20ベルギー・フラン紙幣を製作した。また、エコール・インペリアル・デ・デッサン（のちの国立高等装飾美術学校）では木版画の教授を務め、多くの学生を指導している。 
1885年、彼はパリのパビリオン・デ・フロールで開催された、第1回「白と黒の国際展」の木版画部門に出展し、自身も審査員を務めた。
1889年のパリ万国博覧会では大賞を受賞。
彼は1900年2月9日にパリで死去した。

ヴェルヌ『地球から月へ』より、アンリ・ド・モントーによる挿絵
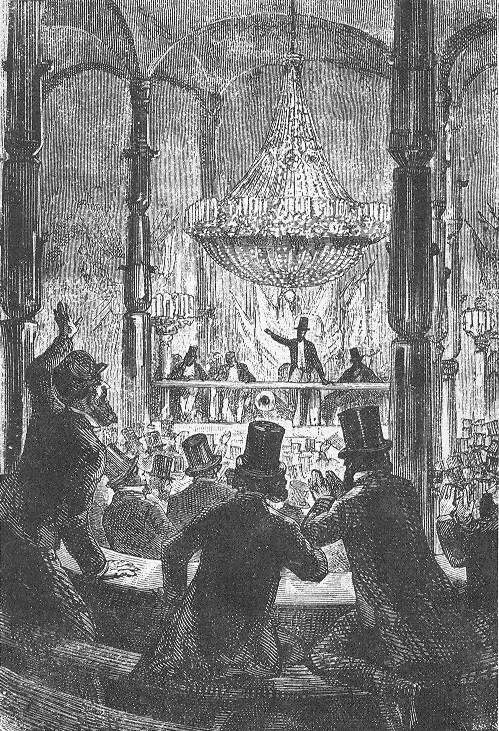
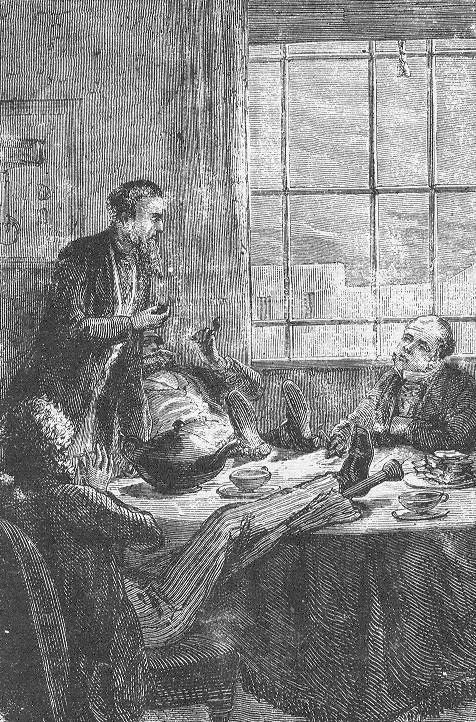
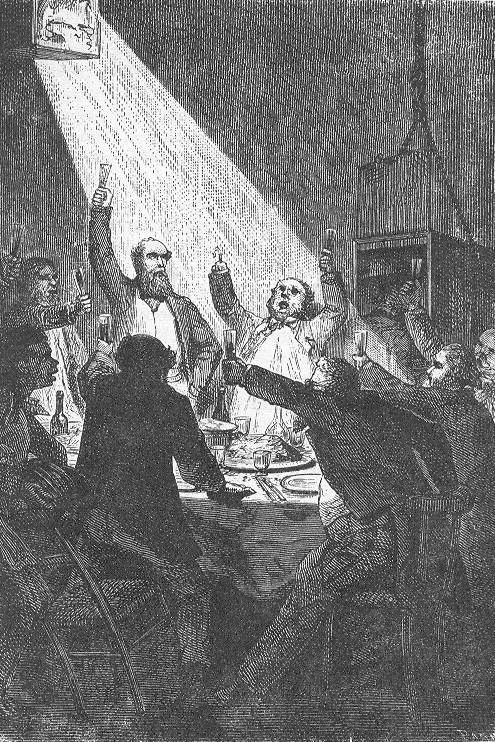
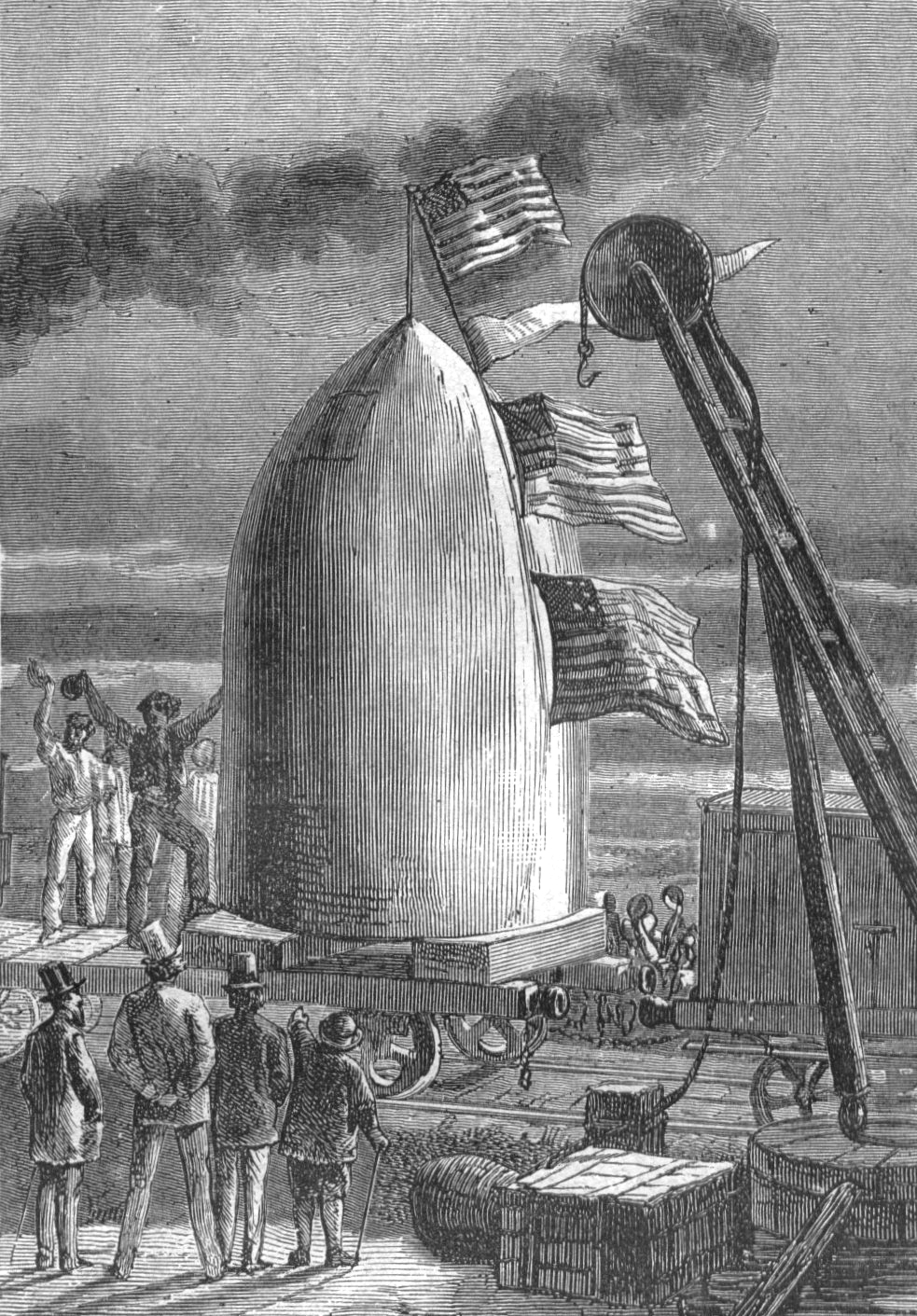
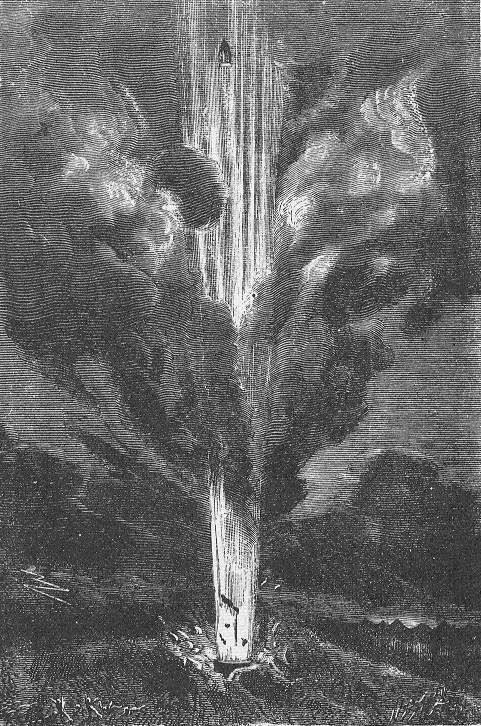

## 著名な門下生
- Stéphane Pannemaker (1847-1930)
- Ernest Deloche (1861-1950)
- Vassili Mate (1856-1917)[2]
- Maurice Vallette (1851-1880)